# Ruperto II, Eleitor Palatino do Reno
Ruperto II, Eleitor Palatino do Reno (Ruprecht II., der Harte (der Ernste), Robert II du Palatinat, Roberto II del Eleitorado do Palatinado, Ruprecht II van de Palts, Ruprecht II Wittelsbach), cognominado O Durão ou O Sério, (* Amberg, 12 de Maio de 1325 - † Amberga, 6 de Janeiro de 1398), foi Conde Palatino e Príncipe Bispo do Palatinado da Casa de Wittelsbach de 1390 a 1398.

## Vida
Era filho mais velho de Adolfo, Conde Palatino do Reno e da condessa Irmengarda de Oettingen (1304-1389). Em 13 de Fevereiro o Palatinado foi dividido entre Ruperto II e seu tio Rodolfo II, Duque da Baviera (1306-1353). Depois da morte do seu tio, o Eleitor Ruperto I, sucessor de Rodolfo II, em 16 de Fevereiro de 1390, ele foi proclamado Eleitor Palatino com o consentimento de Venceslau, Rei dos Romanos (1361-1419). Em 1391, ele baniu os Judeus e prostitutas do Palatinado, confiscou suas propriedades, e as doou para a Universidade Carlos Ruperto. Em 1395, ele promulgou a então chamada Constituição Rupertina a qual tinha por finalidade proporcionar a unidade do Palatinado. Entre outras provisões, ele incorporou ao rei domínio a então Cidade Imperial Livre de Neckargemünd.
Foi sepultado em um claustro Cisterciense em Heidelberga.

## Família
Ruperto II se casou em 1345 com Beatriz da Sicília, filha do rei Pedro II da Sicília.
Eles tiveram os seguintes filhos:
- Ana do Palatinado (1346 – 30 de novembro de 1415), foi esposa do conde Guilherme VII de Berg e Ravensberg, com quem teve seis filhos;
- Frederico do Palatinado (n. 1347), morto jovem;
- João do Palatinado (n. 1349), morto jovem;
- Matilde do Palatinado (1350 – antes de 2 de outubro de 1413), primeiro foi casada com o conde Henrique II de Veldenz, e depois com o landgrave Sigoste de Leuchtenberg, com quem teve dois filhos;
- Isabel do Palatinado (1351 – após 4 de julho de 1360);
- Roberto da Germânia (5 de maio de 1352 – 18 de maio de 1410), foi rei da Germânia e eleitor palatino. Foi marido de Isabel de Nuremberga, com quem teve nove filhos;
- Adolfo do Palatinado (1355 – 1358).

Ruperto II ficou viúvo durante 30 anos e não se casou. Nesse período teve uma filha ilegítima chamada Elsa de Estromberga, que viveu desde 1392 em um mosteiro de freiras dominicanas em Worms